# Lista över kloster i Sverige
Lista över kloster i Sverige.

## Kloster
Påbörjad lista över kloster i Sverige.
| Namn                             | Orden                             | Grundat    | Upphört    | Övrigt                                      |
| -------------------------------- | --------------------------------- | ---------- | ---------- | ------------------------------------------- |
| Ramundeboda kloster              | Antoniterorden                    | 1475       | 1530       |                                             |
| Bäckaskogs kloster               | Augustinorden/Premonstratensorden | 1213       | 1536       |                                             |
| Dalby kloster                    | Augustinorden                     | 1060-talet | 1540       |                                             |
| Dragsmarks kloster               | Augustinorden/Premonstratensorden | 1200-talet | 1532       |                                             |
| Kastala kloster (Kastellegården) | Augustinorden                     | 1080       | 1533       |                                             |
| Kungahälla                       |                                   |            |            |                                             |
| Tommarps kloster                 | Augustinorden/Premonstratensorden | 1155       | 1530-talet |                                             |
| Birgittagården                   | Birgittinorden                    | 1968       |            |                                             |
| Birgittasystrarnas kloster       | Birgittinorden                    | 1923       |            |                                             |
| Vadstena kloster                 | Birgittinorden                    | 1384       | 1595       |                                             |
| Den Helige Benedictus kloster    | Benediktinorden                   | 2009       |            |                                             |
| Heliga Hjärtas Kloster           | Benediktinorden                   | 1997       |            |                                             |
| Mariavalls kloster               | Benediktinorden                   | 1995       |            |                                             |
| Vreta kloster                    | Benediktinorden                   | 1100–talet | 1580-talet |                                             |
| Vårfruberga kloster              | Benediktinorden                   | 1100–talet | 1527       |                                             |
| Rögle kloster                    | Dominikanorden                    |            |            |                                             |
| Den barmhärtiga kärlekens Karmel | Karmelitorden                     | 1963       |            |                                             |
| Norraby kloster                  | Karmelitorden                     | 1968       |            |                                             |
| Örebro kloster                   | Karmelitorden                     | 1448       | 1527       |                                             |
| Mariefreds kloster               | Kartusianorden                    | 1504       | 1526       | Första klostret som indrogs av Gustav Vasa. |